# 759 Vinifera
759 Vinifera је астероид главног астероидног појаса. Приближан пречник астероида је 45,11 ,
а средња удаљеност астероида од Сунца износи 2,618 астрономских јединица (АЈ).
Инклинација (нагиб) орбите у односу на раван еклиптике је 19,907 степени, а орбитални период износи 1547,956 дана (4,238 године). Ексцентрицитет орбите астероида износи 0,205.
Апсолутна магнитуда астероида износи 10,50 а геометријски албедо 0,054.
Астероид је откривен 26. августа 1913. године.